# Mouvement de résistance islamique d'Azerbaïdjan
Le Mouvement de résistance islamique d'Azerbaïdjan (Azerbaïdjanais : Azərbaycan İslam Müqavimət Hərəkatı), principalement appelé Husayniyun (Persan: حسینیون; Azerbaïdjanais: Hüseynçilər, حسین‌چی‌لر), ou encore le Hezbollah azerbaïdjanais est un groupe armé islamiste chiite azerbaïdjanais et un mouvement sociopolitique. Mouvement d'opposition à Ilham Aliyev, il est soutenu par l'Iran.

## Histoire
Tawhid Ibrahim Begli est connu comme le fondateur de ce mouvement. Il est un ardent critique du régime d'Ilham Aliyev et a déclaré que le but du mouvement est "de créer un discours, de créer un pouvoir dissuasif parmi les musulmans chiites d'Azerbaïdjan et de les renforcer et de les autonomiser sur la base du modèle de résistance",,.
Fin 2015 et début 2016, Tawhid Ibrahim Begli a demandé à 14 étudiants azerbaïdjanais qui étudiaient la religion à Qom et Mashhad de créer une « Brigade Husseiniyun » composée d'étudiants. Ibrahim Begli a d'abord rassemblé les 14 étudiants sur le lieu de travail d'Iskander Husseinov à Qom , et après une journée d'attente et de formation, les a transférés dans une unité militaire près de la capitale syrienne, Damas. Selon certains médias de la République d'Azerbaïdjan, Ibrahim Begli a immédiatement déclaré à Damas que leur intention n'était pas seulement de combattre l'EIIL, mais aussi de se préparer à un soulèvement en Azerbaïdjan.
Le mouvement a été nommé par Qassem Soleimani.
Comme l'IRGC, le Hezbollah, Al-Sabireen et de nombreuses autres milices chiites alliées à l'Iran, le drapeau de ce groupe comporte une main tenant un fusil d'assaut.

## Liens avec l'Iran
Le père de Tawhid Ibrahim Begli, Alam Ibrahimli, et sa mère, Soodabeh Ibrahimli, originaires de Lankaran , se sont ensuite installés à Mashhad.
En 2013, Tavhid Ibrahim Begli a rencontré Seyyed Ali Khamenei, le chef suprême de l'Iran, lors d'une réunion intitulée "Ulema of the Ummah and the Islamic Awakening" en tant que président de "l'Assemblée des clercs combattants de la République d'Azerbaïdjan". Au cours de la réunion, il a parlé de la situation des prisonniers musulmans en République d'Azerbaïdjan.
En 2017, Ibrahim Begli a assisté au "Mémorial des martyrs de Nardaran" à Zanjan et a évoqué l'incident d'une attaque des forces spéciales de la police du ministère azerbaïdjanais de l'intérieur en 2015 contre les chiites de Nardaran, qui a tué quatre habitants,.
Le mouvement a visité la tombe de Qassem Soleimani à Kerman en 2020.
Dans un message, le Mouvement de résistance islamique d'Azerbaïdjan a félicité Seyyed Ebrahim Raïsi pour sa victoire à l'élection présidentielle iranienne de 2021.

## Répression sous la présidence d'Ilham Aliyev
Les membres de ce groupe qui combattaient en Syrie ont été pour la plupart emprisonnés ou ont subi des traitements sévères de la part du gouvernement azerbaïdjanais après leur retour.
Les forces de l'ordre azerbaïdjanaises ont publié des informations selon lesquelles Tawhid Ibrahim Begli, chef de cette organisation, qui profère régulièrement des menaces contre l'Azerbaïdjan, a appelé à l'assassinat d'Elmar Valiyev, maire de Ganja en janvier 2017 via le site Internet musulman chiite extrémiste "nur-az. com". Un an plus tard, Yunis Safarov a tenté d'assassiner Elmar Valiyev
Tawhid Ibrahim Begli a été accusé d'efforts continus et radicaux contre le gouvernement azerbaïdjanais et a déjà été détenu par la police lors d'un rassemblement de protestation devant l'ambassade d'Israël à Bakou et a été détenu pendant 7 jours sur décision de justice.
En 2020, la résidence de Faleq Valiyev, membre du mouvement, a été identifiée en Russie, et il a été arrêté dans le cadre d'une perquisition internationale et a été extradé vers l'Azerbaïdjan le 27 août. groupe (organisation) », « entraînement hors de la République d'Azerbaïdjan à des fins terroristes » et « participation aux activités de groupes armés en dehors des lois de la République d'Azerbaïdjan ». Il a été condamné à huit ans de prison par le tribunal pénal de Ganja.
« Elmir Zahedov », un membre haut placé de l'organisation qui était présent en Syrie, a été incarcéré à la prison de Shaki en 2021.

## Drapeau
Le drapeau du Mouvement de résistance islamique d'Azerbaïdjan a un fond jaune, avec leur logo en vert, comportant un globe avec la carte de l'Azerbaïdjan à l' intérieur, ainsi qu'une main tenant un fusil de sniper.
Au-dessus du logo, il comporte le verset 39 d' Al-Hajj , le 22ème chapitre du Coran , disant "La permission de riposter est accordée à ceux qui sont opprimés, car ils ont été lésés. Et Allah est vraiment le Plus Capable de les aider à prévaloir "(أُذِنَ لِل pred)
Sous le logo, il comporte les armoiries de l'Azerbaïdjan , et sous les armoiries, il est écrit "Hüseynçilər", ce qui signifie "Disciples de Hussein " en langue azerbaïdjanaise.
En bas, "Mouvement de résistance islamique d'Azerbaïdjan" est écrit en azerbaïdjanais, ainsi que sa traduction arabe en dessous.